# Scienza delle costruzioni
La scienza delle costruzioni è quella disciplina fisico-ingegneristica che si occupa di costruire e utilizzare modelli fisico-matematici e sperimentali che descrivano il comportamento statico e dinamico della struttura resistente di un manufatto e delle sue componenti (elementi strutturali) sotto l'effetto di varie azioni o sollecitazioni (forze esterne, variazioni termiche, eventi sismici, ecc.). Come tale, il suo fine prevalente è quello di sviluppare una mentalità operativa che porti a riconoscere, impostare e risolvere problemi di resistenza delle strutture.

## Descrizione
È una scienza applicata che affonda le sue origini nella meccanica classica. Essa è una scienza in quanto procede assumendo dei modelli teorici di comportamento, sulla base di ipotesi il più possibile semplici e logicamente coerenti, e ne esplicita e discute le conseguenze. Essa è una scienza applicata in quanto si applica alla modellazione delle strutture portanti delle costruzioni reali, e l'insieme dei suoi costrutti teorici viene giudicato non in base alla sua eleganza formale, ma in base alla efficienza come ausilio e termine di giudizio delle scelte progettuali.

### Articolazione della materia
La scienza delle costruzioni è costituita da un insieme di discipline differenti di carattere fisico matematico (meccanica analitica, teoria dell'elasticità, meccanica del continuo), sperimentale (scienza dei materiali) ed anche computazionale e numerico (meccanica computazionale, calcolo automatico delle strutture). Infatti nella tradizione anglosassone, non esiste una materia 'scienza delle costruzioni' ed i suoi contenuti sono generalmente ripartiti nei corsi universitari di resistenza dei materiali (strength of materials), meccanica delle strutture (structural mechanics) e meccanica del continuo (continuum mechanics).
La scienza delle costruzioni è la disciplina di base dell'ingegneria strutturale, materia rilevante dell'ingegneria civile, dell'ingegneria edile,  dell'ingegneria meccanica, dell'architettura, dell'ingegneria aeronautica, e dell'ingegneria navale. Come tale i corsi di studio di Scienza delle Costruzioni sono la base formativa di molti indirizzi di laurea delle Facoltà di Ingegneria e di Architettura.

### Insegnamento
La scienza delle costruzioni viene tipicamente preceduta da corsi di meccanica razionale o di statica delle strutture, e può essere seguita da corsi più applicativi come tecnica delle costruzioni, dinamica strutturale, geotecnica, meccanica applicata.
Il programma della materia per ingegneri e architetti verte di solito sui modelli di strutture lineari, sui telai formati da più elementi lineari, sulle strutture ad arco e a fune, sulle volte e cupole di rotazione. Invece il programma della materia per ingegneri meccanici, navali e aeronautici approfondisce maggiormente i modelli di strutture a superficie (lastre, piastre, membrane, gusci sottili), le strutture a solido tridimensionale e il metodo degli elementi finiti.

### Formalismo matematico
Le equazioni della materia vengono espresse con diversi formalismi matematici:
- con equazioni classiche algebriche o differenziali (in una variabile)
- con sistemi di equazioni (in più variabili)
- con il linguaggio delle matrici e l'algebra lineare (in più variabili)

I primi due linguaggi matematici sono impiegati nei trattati classici e sono orientati alla comprensione intuitiva della materia e allo sviluppo dei calcoli con metodi analitici o con sviluppo diretto. Il formalismo matematico di tipo algebrico o differenziale si presta tuttavia quando il numero delle incognite è contenuto (in genere non superiore a 5 o 6 variabili). Quando si devono analizzare strutture ad un numero elevato di incognite (oltre 6 o 7 variabili) è preferibile scrivere le equazioni di scienza delle costruzioni con il linguaggio delle matrici e dell'algebra lineare: tali metodi si prestano allo sviluppo dei calcoli con l'elaboratore elettronico.
Nei temi della Scienza delle Costruzioni che sconfinano nella meccanica del continuo e nella meccanica dei solidi è pure usato, in anni recenti, il linguaggio dei tensori.